# کهاب (زنجان)
کهاب روستایی  زیبا و خیلی وسیع در ایران است که در دهستان زنجان‌رود پایین واقع شده‌است. کهاب ۲۱۹ نفر جمعیت دارد.اهالی کهاب انسانهای مهمان نوازی هستند